# Josef Černík (politik)
Josef Černík (* 30. prosince 1950) byl český a československý politik Komunistické strany Československa, a poslanec Sněmovny lidu Federálního shromáždění za normalizace.

## Biografie
K roku 1986 se profesně uvádí jako předák rubáňového kolektivu. Ve volbách roku 1986 zasedl za KSČ do Sněmovny lidu (volební obvod č. 116 – Frýdek-Místek, Severomoravský kraj). Ve Federálním shromáždění setrval do konce funkčního období, tedy do svobodných voleb roku 1990. Netýkal se ho proces kooptací do Federálního shromáždění po sametové revoluci.